# Eupoecila australasiae
Eupoecila australasiae är en skalbaggsart som beskrevs av Donovan 1805. Eupoecila australasiae ingår i släktet Eupoecila och familjen Cetoniidae. Inga underarter finns listade i Catalogue of Life.

## Bildgalleri

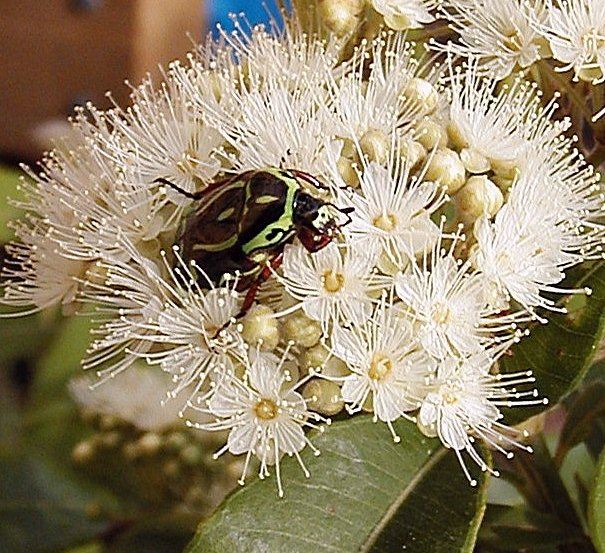